# Fábio Aguiar
Fábio Aguiar (Bom Jardim, 28 februari 1989) is een Braziliaans voetballer.

## Carrière
Hij tekende in 2012 bij SC Sagamihara. Aguiar speelde tussen 2013 en 2016 voor Yokohama F. Marinos. Hij speelde 81 wedstrijden in de J1 League waarin hij acht doelpunten maakte. In 2013 werd de Beker van de keizer gewonnen. Hij tekende in 2017 bij Gamba Osaka. Hierna kwam hij uit voor Júbilo Iwata.